# Panama (prowincja)
Panama – prowincja w środkowej części państwa o tej samej nazwie. Stolica: Panama. Ludność: 1 599 250 (2018, szacowana), powierzchnia: 11 289,4 km².  Położona jest nad Oceanem Spokojnym. Od zachodu graniczy z prowincją Panama Zachodnia, od północy z prowincją Colón, od wschodu z prowincją Darién. W jej skład wchodzi region autonomiczny Madugandí. Klimat tropikalny. Gospodarka: rolnictwo (hodowla drobiu), przemysł, usługi, w tym: usługi finansowe, turystyka. Ważnym źródłem aktywności gospodarczej prowincji jest przebiegający przez nią Kanał Panamski. Wskaźnik rozwoju społecznego HDI: 0,777 (wysoki) - najwyższy w całym kraju.
Gubernatorem prowincji jest od 20 kwietnia 2020 Judy Meana.